# Markthalle (Dammartin-en-Goële)

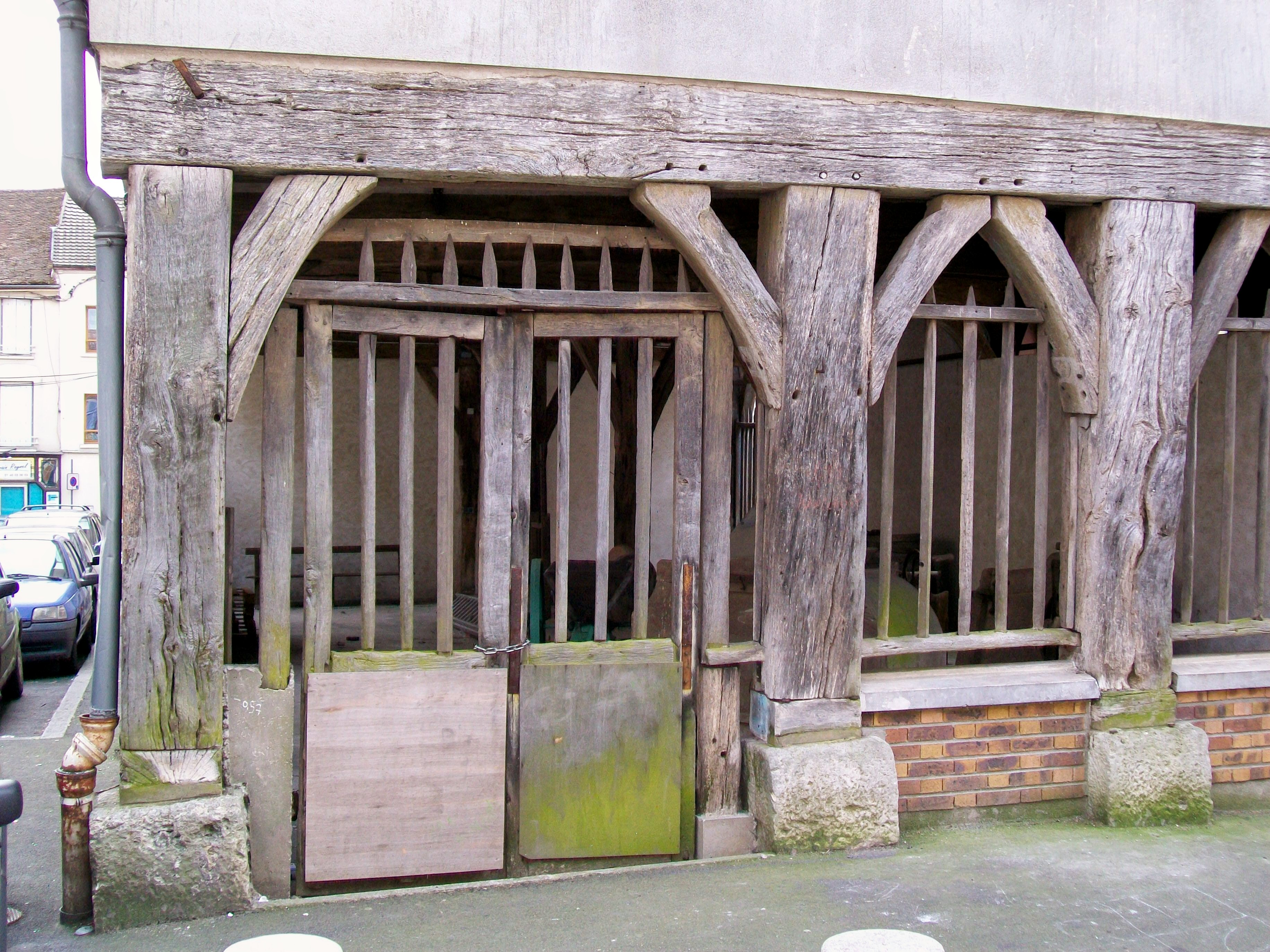
Markthalle in Dammartin-en-Goële

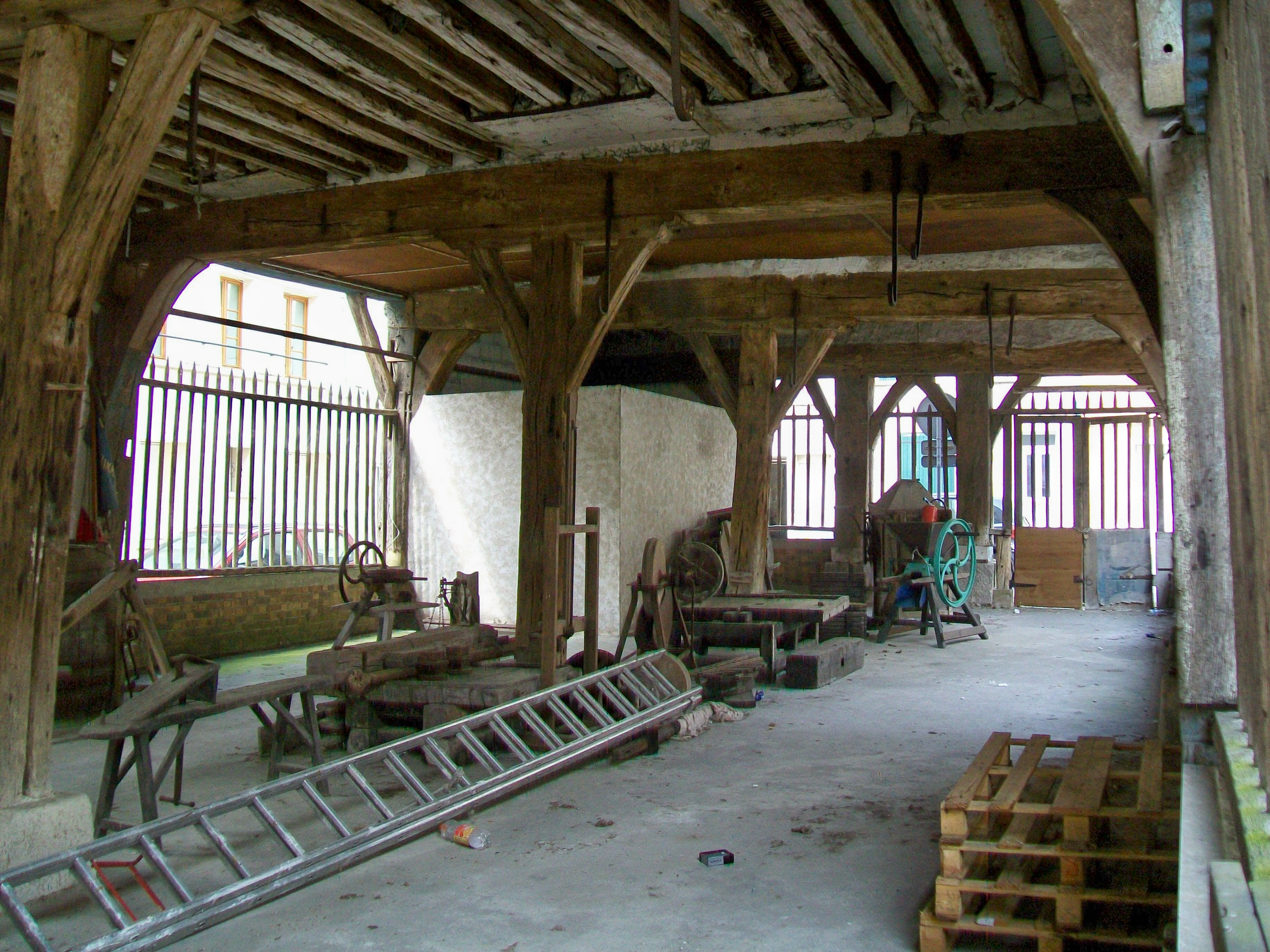
Innenansicht

Die Markthalle in Dammartin-en-Goële, einer französischen Gemeinde im Département Seine-et-Marne in der Region Île-de-France, wurde im 15. Jahrhundert errichtet. Die mittelalterliche Markthalle steht in der Rue de la Halle. 
Das Gebäude besteht aus einer Holzkonstruktion mit Pfeilern, die auf Steinfundamenten ruhen. 